# Intró

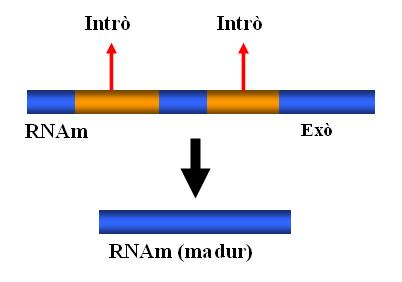
Explicació gràfica de l'eliminació d'introns per splicing, procés de maduració de l'ARN

Un intró és una regió de l'ADN que es transcriu i és després eliminada de la molècula de ARN resultant, mitjançant el procés de tall i unió o empalmament. S'anomena intró tant a la seqüència d'ADN en el gen com a la seqüència corresponent en la molècula de RNA resultant de la transcripció. Les regions no-intròniques que no s'eliminen i s'uneixen entre elles per donar lloc a la molècula madura d'ARN s'anomenen exons
Els introns es troben en gens de la majoria d’organismes, especialment en els eucariotes. Als organismes procariotes només es troben introns en els gens dels ARNt i ARNr. En el cas dels humans, la gran majoria de gens de proteïnes tenen introns i menys del 5% no en tenen. En terme mig un gen humà conté 8-10 introns. La mida dels introns (típicamente entre 1000 i 10000 bp) és remarcablement superior a la dels exons (típicament entre 100 i 200bp), de manera que els introns suposen una part molt considerable del genoma humà (aproximadament 40-45%).
Els introns es poden trobar tant en gens de proteïnes com en gens d'ARNs.
S'han proposat dues teories per explicar l'aparició d'introns. La primera considera que inicialment també es trobaven en procariotes però es van perdre, ja que resultaven prescindibles, mentre que els eucariotes els conservarien. La segona proposa que inicialment no hi havia introns i que aquests s'haurien incorporat tardanament al ADN eucariòtic.